# エノラ・ダナール＝セロス
エノラ・ダナール＝セロス（Énora Danard-Selosse、2002年12月31日 - ）は、フランスの女子バレーボール選手。ポジションはセッター。フランス代表。

## 来歴
- クラブチーム

レンヌ出身。ジュニアクラブを経て、2020年、France Avenirへ入団。3年間プレーした。2023年6月、バレー・ミュルーズ・アルザスへの移籍が発表され、当初はセカンドセッターだったが、2024/25シーズンも同チームと契約更新し、シーズン途中から正セッターに抜擢されると、フランスカップでは優勝を果たし、MVPに選ばれた。
- 代表チーム

アンダーカテゴリーの代表として2020年、U-19欧州選手権に出場し4位となった。2025年、シニア代表に初選出され、同年のネーションズリーグでデビューし、正セッターとして活躍した。

## 球歴
- 世界選手権 - 2025年
- ネーションズリーグ - 2025年

## 受賞歴
- 2025年　フランスカップ　MVP

## 所属クラブ
- France Avenir（2020-2023年）
- バレー・ミュルーズ・アルザス（2023-）